# Curubis sipeki
Curubis sipeki is een spinnensoort in de taxonomische indeling van de springspinnen (Salticidae).
Het dier behoort tot het geslacht Curubis. De wetenschappelijke naam van de soort werd voor het eerst geldig gepubliceerd in 2004 door Dobroruka.